# カール＝ゴットフリート・ノルトマン
カール＝ゴットフリート・ノルトマン（Karl-Gottfried Nordmann、1915年11月22日 - 1982年7月22日）は、第二次世界大戦時のドイツ空軍のエース・パイロットである。800回以上の作戦行動に出撃し、78機の撃墜を記録した。それらの大多数は東部戦線で、1機はポーランド侵攻時に、8機はフランス侵攻時とバトル・オブ・ブリテンで挙げた戦果であった。戦後はダイムラー・ベンツ社の北アメリカの支社で社長を務めた。
ギーセンで生まれたノルトマンは、1936年に第三帝国時代のドイツ空軍に志願入隊した。飛行訓練を受けた後の1938年10月に第132戦闘航空団（Jagdgeschwader 132：JG 132）に配属された。数回の改称を経て部隊は第51戦闘航空団（JG 51）の隷下となった。ノルドマンはポーランド、フランス、イギリス上空の戦闘で9機を撃墜し、バルバロッサ作戦でドイツがソビエト連邦へ侵攻するとJG 51の第4飛行隊（IV/JG 51）の飛行隊長（Gruppenkommandeur）に任命された。31機撃墜の戦功により1941年8月1日に騎士鉄十字勲章を授与され、59機目を撃墜した後の同年9月16日に騎士鉄十字勲章に柏葉を追加授与された。柏葉付騎士鉄十字章はノルトマンに授与された当時は軍人に与えられる最高位の勲章であった。
1942年4月10日にノルトマンはそれから2年間指揮を執ることになるJG 51の戦闘航空団司令に任命されたが、1943年1月17日の空中衝突により負傷したことで飛行停止となり、それ以降の出撃を禁じられた。1944年4月1日にJG 51の指揮権を返上し、東プロイセン航空兵指導官に任命され、その後は第6昼間戦闘機隊総監（Jagdabschnittsführer 6）を経て、終戦まで第1戦闘機師団の指揮官を務めた。
第二次世界大戦後にノルトマンはダイムラー・ベンツ社の販売部門に入社し、1971年から1982年に死去する間際まで北米とカナダのメルセデス・ベンツの現地法人で社長を務めた。

## 初期の人生と履歴
ノルトマンは1915年11月22日に当時ドイツ帝国のヘッセン大公国のギーセンで医師の息子に生まれ、1936年4月1日にドイツ空軍に士官候補生（Fahnenjunker）として入隊した。1938年1月1日に少尉に任官すると同年3月30日に第253爆撃航空団（Kampfgeschwader 253：KG 253）の第1飛行中隊に配属されたが、その後テオドール・オステルカンプ大佐が指揮官を務める戦闘機学校に入校した。1938年7月から後に第51戦闘航空団の第IV飛行隊となる第77戦闘航空団の第I飛行隊の本部で（Staffeloffizier）を務めた。
この部隊は当初は第132戦闘航空団/第VI飛行隊であったが1938年11月2日に第331戦闘航空団/第I飛行隊に改称されるといったように数度にわたり部隊名を変更された。ブレスラウ＝シェーンガルテン（Breslau-Schöngarten：現在ではコペルニクス・ヴロツワフ空港と呼ばれている）へ移動すると再度改称され、1939年5月1日に第77戦闘航空団/第I飛行隊（I./JG 77）、後に第51戦闘航空団/第IV飛行隊（IV./JG 51）となった。

## 第二次世界大戦
1939年9月1日金曜日にドイツがポーランドに侵攻してヨーロッパで第二次世界大戦が始まった。ノルトマンは9月3日にポーランド軍のPZL.43を撃墜して初戦果とし、フランス侵攻で2機目を、バトル・オブ・ブリテンで更に7機を撃墜した。1940年3月1日に第3戦闘航空団/第7飛行中隊の飛行中隊長に転出したエルヴィン・ノイアーブルク（Erwin Neuerburg）に替わりJG 51の第12飛行中隊長に任命された。この任用により4月1日に中尉に昇進した。10月17日にイギリス空軍所属の2機のスーパーマリン スピットファイア機を撃墜し、1941年5月6日には9機目の戦果を挙げた。

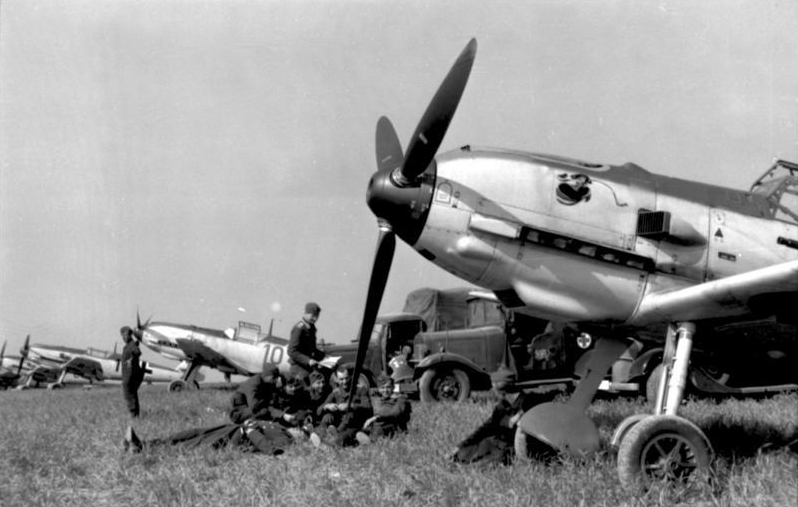
第51戦闘航空団/第IV飛行隊のメッサーシュミット Bf109（フランス 1940年8月）

1941年6月にJG 51とドイツ空軍の大多数はソビエト連邦への侵攻のバルバロッサ作戦準備のために東部戦線へ移された。7月20日にノルトマンはJG 51の戦闘航空団司令となったフリードリヒ・ベックの後を継いで第IV飛行隊（IV./JG 51）の飛行隊長に任命された。第12飛行中隊の指揮はハインツ・ベール中尉に引き継がれた。2週間も経ないうちの8月1日にノルトマンは31機撃墜の功で騎士鉄十字勲章をブルーノ・レールツァー空軍大将の手から授与された。この時期にはフランツ＝ヨーゼフ・ベーレンブロク伍長（Unteroffizier）がノルトマンの僚機として飛行していた。8月16日に40機目、同28日には50機目の撃墜を記録し、わずか3週間後の9月16日に59機撃墜の功で柏葉付騎士鉄十字勲章をアドルフ・ヒトラーの手から授与された。3日後の9月19日に大尉に昇進した。1942年4月10日にノルトマンはドイツ航空省に転出したベックからJG 51の戦闘航空団司令の職を引き継いだ。
1942年6月18日にノルトマンは少佐に昇進したが、6月26日には乗機のメッサーシュミット Bf109 F-2（Werknummer 12825—製造番号）を着陸中に転覆させてしまい、高速衝突による典型的な負傷である頭蓋底骨折を負った。事故後間もなく飛行任務に復帰したが、8月は治療のために入院を余儀なくされた。戦闘航空団司令見習いとしてヨアヒム・ミュンヒェベルク大尉がノルトマンを補佐していたが、ノルトマン不在の間は一時的にミュンヒェベルクが職務を代行した。1943年1月17日にノルトマンの乗るフォッケウルフ Fw190は、I./JG 51の飛行隊長ルドルフ・ブッシュ（Rudolf Busch）大尉と空中衝突を起こし、ブッシュは死亡、ノルトマンは再び飛行不能な程の重傷を負った。ノルトマンは800回以上の作戦任務に出撃し、東部戦線での69機を含む合計78機の戦果を挙げた。JG 51はノルトマンの指揮下で1942年12月16日に4,000機目、1943年6月2日に5,000機目、同年7月27日に6,000機目、同年9月15日に7,000機目の撃墜を記録した。
ノルトマンは1943年8月1日に中佐に昇進し、1944年4月1日に東プロイセン航空兵指導官に任命された。この指揮権は後に第6航空艦隊隷下に入ると第6昼間戦闘機隊総監（Jagdabschnittsführer 6）とも呼ばれた。ノルトマンの指揮官としての貢献とJG 51の8,000機撃墜を称えて、国防軍最高司令部が発行する情報冊子である国防軍軍報の1944年5月4日付において言及された。1945年1月4日に東部昼間戦闘機監総監（Inspekteur der Tagjäger Ost）に任命され、1月30日には大佐に昇進した。戦争が終結する直前の1945年4月4日から終戦までノルトマンは第1戦闘機師団の指揮を執った。

## 戦後と企業人としての履歴
第二次世界大戦後の1950年にノルトマンはダイムラー・ベンツ社に入社し、最初は販売の仕事に就いた。後に販売部門の長となり、1968年には全世界のサービスを統括する部門の長となった。1971年1月に北アメリカとカナダのメルセデス・ベンツの現地法人であるメルセデス・ベンツUSAの社長に任命され、1981年1月に引退した。引退はしたものの重役（company director）の地位に留まった。メルセデス在職中にノルトマンは、後にダイムラー・ベンツ社のCEOとなるユルゲン・シュレンプの初期の教育担当を務めた。ノルトマンの指導力の下でアメリカ合衆国におけるメルセデスの販売量は1970年の3万台から1972年の4万3,600台へと増加し、0.4%の市場占有率を占めるまでになった。メルセデスは、1976年のジャクソンビルでの施設開設、1976年のユークリッド・カンパニー・オブ・オハイオ社と1981年のフレイトライナー・トラックス社の買収といったように北米市場での存在感を更に増した。
1981年にノルトマンはスタンフォードで開催されたInternational Order of Characters (IOC)の航空シンポジウムに出席した。このシンポジウムの講師陣はノルトマンに加え元イギリス空軍のダグラス・バーダーとロバート・スタンフォード・タック、元アメリカ陸軍航空軍パイロットのロバート・ジョンソンという4名の第二次世界大戦時の元パイロットにより構成されていた。
ノルトマンは1982年7月22日にアメリカのコネチカット州 グリニッジで没した。妻のティナ（Tina）との間に息子のピーター（Peter）と娘のコリーヌ（Corinne）をもうけた。

## 受勲
- 鉄十字章（1939年）
  - 2級（1939年10月8日）[16]
  - 1級（1940年1月5日）[16]
- 空軍名誉杯（1941年7月28日）[17]
- 空軍前線飛行章 戦闘機パイロット金章 ペナント付き[脚注 4]
- 柏葉・剣付騎士鉄十字章
  - 騎士鉄十字章（1941年8月1日）：第51戦闘航空団／第12飛行中隊の飛行中隊長の中尉として[18][19][20]
  - 柏葉 第35号（1941年9月16日）：第51戦闘航空団／第12飛行中隊の飛行中隊長の中尉として[18][21][22]
- 国防軍軍報（Wehrmachtbericht）での言及（1944年5月4日）

### 国防軍軍報からの引用
| 日付         | 国防軍軍報のオリジナル原稿                                                                                     | 和訳                                                                             |
| ------------ | --- | -------------------------------------------------------------------------------- |
| 1944年5月4日 | Das unter Führung von Oberstleutnant Nordmann stehende Jagdgeschwader "Mölders" meldete seinen 8000. Luftsieg. | ノルトマン中佐の指揮の下にある「メルダース」航空団は、8000機目の撃墜を記録した。 |

### 昇進履歴
| 1936年4月6日:  | 士官候補生 |
| 1938年1月1日:  | 少尉       |
| 1940年4月1日:  | 中尉       |
| 1941年9月19日: | 大尉       |
| 1942年6月18日: | 少佐       |
| 1943年8月1日:  | 中佐       |
| 1945年1月30日: | 大佐       |

## 参照